# ابن عامر الشامي
ابْنُ عَامِرٍ الشَامِي، عَبْدُ اللّٰهِ بْنُ عَامِرِ بْنِ يَزِيدَ بْنِ تَمِيمِ بْنِ رَبِيعَةَ اليَحصبي، يكنَّى بأبِي عِمْرَان. ولد في بلدة رحاب من بلاد البلقاء والتي تتبع حاليا لمحافظة المفرق في الأردن، قارئ أهل الشام، أحدُ القراء السبعة. ولد سنة 21 هـ وتُوُفّيَ سنة 118 هـ في دمشق. أخذ القراءة عرضا عن أبو الدرداء الأنصاري وعن المغيرة بن أبي شهاب صاحب عثمان وقيل عرض على عثمان، يروي قراءته هشام بن عمار وعبد الله بن ذكوان، قال الإمام الشاطبي في حرز الأماني: